# ريك لانغ
ريك لانغ هو لاعب كرلنغ كندي، ولد في 12 ديسمبر 1953 في كندا.

## وصلات خارجية
- ريك لانغ على موقع الاتحاد الدولي للكرلنغ (الإنجليزية)